# Schoeller (Familienname)
Schoeller oder Schöller ist ein Familienname, der vor allem im deutschsprachigen Raum vorkommt.

## Namensträger
- Alexander von Schoeller (1805–1886), deutscher Bankier und Montanindustrieller
- Alexander Schoeller (1852–1911), deutscher Bankier
- Benno Schoeller (1828–1908), deutscher Papierfabrikant
- Bettina Schoeller (* 1969), deutsche Regisseurin und Journalistin
- Felix Heinrich Schoeller (1821–1893), deutscher Papierfabrikant
- Felix Hermann Maria Schoeller (1855–1907), deutscher Papierfabrikant
- Franz Jochen Schoeller (1926–2019), deutscher Diplomat
- Fritz Schöller (1909–1973), deutscher Lehrer und Politiker (NSDAP)
- Gerhard Schoeller (1886–1970), deutscher Papierfabrikant
- Gustav von Schoeller (1830–1912), österreichisch-ungarischer Unternehmer, Wirtschaftsfunktionär und Konsul
- Gustav Adolph von Schoeller (1826–1889), österreichischer Montanindustrieller
- Heinrich August Schoeller (Papierfabrikant) (1788–1863), deutscher Papierfabrikant
- Heinrich August Schoeller (Industrieller) (1923–2021), deutscher Industrieller
- Henri Schoeller (1899–1988), französischer Geologe und Hydrogeologe
- Henriette Schöller (1815–1866), deutsche Schauspielerin und Ehefrau des Prinzen Karl von Bayern
- Hubertus Schoeller (* 1942), deutscher Galerist und Kunstsammler
- Ida Schoeller (1863–1917), deutsche Bibliophile und Sammlerin illustrierter Bücher des 15.–19. Jahrhunderts
- Ingrid Schoeller (* 1942), deutsche Schauspielerin
- Jakob Schöller (* 2005), österreichischer Fußballspieler
- Johann Christian Schoeller (1782–1851), deutscher Maler, Miniaturist und Zeichner von Karikaturen
- Josef Schöller (1859–1920), württembergischer Oberamtmann
- Leopold Schoeller (1792–1884), deutscher Tuch- und Teppichfabrikant
- Leopold Schoeller (Unternehmer, 1830) (1830–1896), deutscher Großindustrieller
- Marco Schöller (* 1968), deutscher Islamwissenschaftler
- Maria Langer-Schöller (1878–1969), deutsche Malerin
- Martin Schoeller (* 1968), deutscher Fotograf
- Martin Alexander Schoeller (* 1955), deutsch-schweizerischer Diplom-Ingenieur, Unternehmer und Buchautor
- Max Schoeller (1865–1943), Zuckerfabrikant und Ethnologe
- Monika Schoeller (1939–2019), deutsche Verlegerin
- Paul Eduard von Schoeller (1853–1920), österreichischer Montanindustrieller
- Peter Schöller (1923–1988), deutscher Geograph
- Pierre Schoeller (* 1961), französischer Drehbuchautor und Regisseur
- Philipp Schöller (Politiker) (1771–1842), deutscher Politiker, Oberbürgermeister von Düsseldorf
- Philipp von Schoeller (Wirtschaftsfunktionär) (1921–2008), österreichischer Wirtschaftsfunktionär, Bankier und Sportfunktionär
- Philipp Johann von Schoeller (1835–1892), österreichischer Industrieller
- Philipp Wilhelm von Schoeller (Industrieller, 1797) (1797–1877), österreichisch-ungarischer Großindustrieller deutscher Herkunft
- Philipp Wilhelm von Schoeller (Industrieller, 1845) (1845–1916), deutsch-österreichischer Großindustrieller, Bankier und Fotograf
- Reinhold Schöller (* 1922), deutscher Fußballspieler
- Richard von Schoeller (1871–1950), österreichischer Montanindustrieller
- Robert Schoeller (1873–1950), österreichischer Unternehmer
- Robert Schöller (* 1950), österreichischer Maler
- Rudolf Schoeller (1902–1978), Schweizer Automobilrennfahrer
- Rudolf Wilhelm Schoeller (1827–1902), deutscher Kammgarnfabrikant
- Sven Schoeller (* 1973), deutscher Politiker (Grüne), Rechtsanwalt und Oberbürgermeister von Kassel
- Theo Schöller (1917–2004), deutscher Unternehmer
- Walter Schoeller (1889–1979), Schweizer Unternehmer, Sportler und Sportfunktionär
- Walter Julius Viktor Schoeller (1880–1965), deutscher Chemiker und Hochschullehrer
- Wilfried F. Schoeller (1941–2020), deutscher Literaturwissenschaftler und Publizist
- Winfried Schoeller (* 1941), deutscher Politiker (SPD)
- Wolfgang Schoeller (1943–2021), deutscher Politikwissenschaftler
- Wolfgang Schöller (* 1953), deutscher Kunsthistoriker